# 諾布爾鎮區 (愛荷華州卡斯縣)
諾布爾鎮區（英語：Noble Township）是位於美國愛荷華州卡斯縣的一個行政鎮區。

## 地方資料
根據2010年美國人口普查的數據，諾布爾鎮區的面積為91.19平方千米，當中陸地面積為91.19平方千米，而水域面積為0.00平方千米。當地共有人口367人，而人口密度為每平方千米4.02人。